# Сломиньский, Винцент
Ви́нцент Сломи́ньский (пол. Vincent Słomiński; 5 февраля 1992, Члухув) — польский гребец-каноист, выступает за сборную Польши по гребле на байдарках и каноэ начиная с 2013 года. Серебряный призёр чемпионата мира, двукратный бронзовый призёр чемпионатов Европы, дважды бронзовый призёр летней Универсиады в Казани, победитель многих регат национального и международного значения.

## Биография
Винцент Сломиньский родился 5 февраля 1992 года в городе Члухув Поморского воеводства. Активно заниматься греблей начал с раннего детства, проходил подготовку в Познани в местном гребном клубе «Стомиль».
Впервые заявил о себе в 2010 году, выиграв бронзовую медаль на юниорском чемпионате Европы. Впоследствии неоднократно становился призёром юниорских и молодёжных международных регат, в частности одержал победу на чемпионате мира среди гребцов до 23 лет.
Первого серьёзного успеха на взрослом международном уровне добился в сезоне 2013 года, когда вошёл в основной состав польской национальной сборной и побывал на чемпионате Европы в португальском Монтемор-у-Велью, откуда привёз награду бронзового достоинства, выигранную вместе с Томашом Качором в зачёте двухместных каноэ на дистанции 500 метров — на финише их обошли только экипажи из России и Румынии. Также, будучи студентом, представлял страну на летней Универсиаде в Казани, где в паре с тем же Качором стал бронзовым призёром в двойках на пятистах и тысяче метрах.
В 2014 году Сломиньский выступил на европейском первенстве в немецком Бранденбурге — здесь они с Качором вновь взяли бронзу в полукилометровой дисциплине каноэ-двоек, снова уступив российской и румынской командам.
Благодаря череде удачных выступлений Винцент Сломиньский удостоился права защищать честь страны на чемпионате мира 2015 года в Милане — стартовал на этой регате в паре с новым партнёром Виктором Глазуновым и сумел завоевать в двойках на пятистах метрах серебряную медаль, проиграв в решающем заезде российскому экипажу Павла Петрова и Михаила Павлова.